# Hydnocarpus crassifolia
Hydnocarpus crassifolia är en tvåhjärtbladig växtart som beskrevs av Herman Otto Sleumer. Hydnocarpus crassifolia ingår i släktet Hydnocarpus och familjen Achariaceae. Inga underarter finns listade i Catalogue of Life.